# زن سیاه‌پوش: فرشته مرگ
زن سیاه‌پوش: فرشته مرگ (همچنین با عنوان زن سیاهپوش ۲: فرشتهٔ مرگ شناخته شده) یک فیلم ترسناک فراطبیعی محصول بریتانیا، به کارگردانی تام هارپر با بازی فیبی فاکس، جرمی ایروین، هلن مک‌کروری، آدریان راولینز، لیان بست، و ند دنهی است و براساس فیلمنامه‌ای به قلم جان کروکر برمبنای داستانی از سوزان هیل نوشته شده است.